# NGC 1566

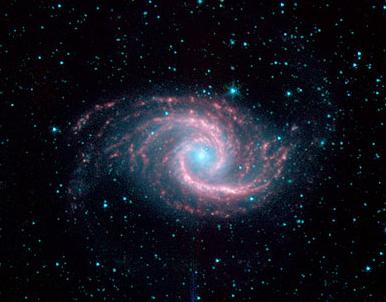
NGC 1566 (Telescopio spaziale Spitzer)

NGC 1566 è una galassia spirale nella costellazione del Dorado.
Si individua con facilità, 1,5 gradi ad ovest della stella α Doradus; appare vista di prospettiva. Anche con un piccolo telescopio si è in grado di notare una macchia chiara, a forma di ellisse, ma priva di particolari. A 150mm appare come un disco, mentre per poter osservare la struttura dei bracci occorrono ingrandimenti notevoli. Dista dalla Via Lattea circa 33 milioni di anni-luce.

## Supernovae
L'11 novembre 2021 è stata individuata la supernova di tipo Ia SN2021aefx dal programma di ricerca automatico DTL40 della University of Arizona di Tucson. Il massimo di luminosità è stato raggiunto a fine novembre con magn. +11,8.

## Gruppo di NGC 1566 e Gruppo del Dorado
Secondo uno studio pubblicato nel 2005 da Kilborn et al. NGC 1566 è la galassia più luminosa del Gruppo di NGC 1566 che comprende almeno altre 23 galassie, tra cui NGC 1515, NGC 1522, NGC 1533, NGC 1536, NGC 1543, NGC 1546, NGC 1549, NGC 1553, NGC 1566, NGC 1574, NGC 1581, NGC 1596, NGC 1602, NGC 1617, IC 2032, IC 2038, IC 2049, IC 2058 e IC 2085. Il Gruppo di NGC 1566 a sua volta fa parte del più esteso Gruppo del Dorado.
Nel suo articolo del 1993, Garcia posiziona NGC 1566 in un più ristretto gruppo di galassie denominato Gruppo di NGC 1566. Tutte le galassie del Gruppo di NGC 1566 menzionate da Garcia sono incluse anche nel Gruppo del Dorado da Kilborn.